# Denver Broncos 1997
La stagione 1997 dei Denver Broncos è stata la 39ª della franchigia nella National Football League, la 29ª complessiva. La squadra concluse la stagione regolare con un bilancio di 12–4, al secondo posto nella AFC West, andando a vincere il Super Bowl XXXII. I Broncos furono la seconda squadra alla fusione AFL-NFL del 1970 (dopo gli Oakland Raiders nel 1980) a conquistare il Super Bowl come wild card.
Questa stagione vide i Broncos cambiare il proprio logo e le uniformi, in uso ancora oggi.

## Riassunto della stagione
Avendo perso in maniera deludente la gara di playoff l'anno precedente contro Jacksonville l'anno precedente, molti ritennero questa l'ultima occasione di John Elway di vincere il Super Bowl. L'annato iniziò vincendo le prime sei partite, contro Chiefs, Seahawks, Rams, Bengals, Falcons e Patriots. Seguì una sconfitta con i Raiders, prima di battere Bills, Seahawks e Panthers. Dopo una sconfitta coi Chiefs, vi furono due vittorie su Raiders e Chargers, cui seguirono altrettante sconfitte contro Steelers e 49ers. L'ultima gara della stagione regolare vide una vittoria sui Chargers.
Denver si qualificò ai playoff come wild card vendicandosi sui Jaguars. Vennero poi le vittorie sui Chiefs e sugli Steelers in finale di conference. Nel Super Bowl XXXII, i Broncos batterono i Packers, campioni in carica e favoriti, per 31–24. Fu la prima vittoria del Super Bowl della franchigia dopo avere perso nelle quattro precedenti occasioni in cui vi si era qualificata, tre delle quali con Elway in cabina di regia. MVP della partita fu premiato il running back Terrell Davis, che segnò un record dell'evento di tre touchdown su corsa.
I Broncos nel 1997 si classificarono al decimo posto in yard passate con 3.704 e quarti in yard corse con 2.378. Furono il miglior attacco della NFL in yard guadagnate e in punti segnati ed ebbero la quarta miglior difesa in termini di yard concesse. Elway passò 3.635 yard e l'allora record di franchigia di 27 passaggi da touchdown, mentre Terrell Davis corse 1750 yard. Davis, Elway, Tom Nalen, Shannon Sharpe e Neil Smith furono convocati per il Pro Bowl.

## Roster
| Roster dei Denver Broncos nel 1997 |
| --- |
| Quarterback - 6 Bubby Brister - 7 John Elway - 8 Jeff Lewis Running Back - 30 Terrell Davis - 29 Howard Griffith FB - 22 Vaughn Hebron - 31 Derek Loville - 37 Anthony Lynn FB - 42 Detron Smith FB Wide Receiver - 83 Flipper Anderson - 82 David Gamble - 85 Willie Green - 81 Patrick Jeffers - 87 Ed McCaffrey - 80 Rod Smith Tight End - 89 Dwayne Carswell - 86 Byron Chamberlain - 84 Shannon Sharpe Offensive Linemen - 70 Jamie Brown T - 63 David Diaz-Infante G/C - 75 Brian Habib G - 77 Tony Jones T - 66 Tom Nalen C - 62 Dan Neil G - 69 Mark Schlereth G - 74 Harry Swayne T - 65 Gary Zimmerman T Defensive Linemen - 96 Harald Hasselbach DE - 72 Ernest Jones DE - 97 Mike Lodish DT - 95 Michael Dean Perry DT - 93 Trevor Pryce DT - 99 David Richie DT - 90 Neil Smith DE - 98 Maa Tanuvasa DT - 94 Keith Traylor DT - 91 Alfred Williams DE Linebacker - 57 Allen Aldridge MLB - 56 Keith Burns MLB - 59 Glenn Cadrez OLB - 51 John Mobley OLB - 53 Bill Romanowski OLB - 58 Steve Russ OLB Defensive Back - 27 Steve Atwater FS - 34 Tyrone Braxton SS - 39 Ray Crockett CB - 33 Dedrick Dodge SS - 23 Darrien Gordon CB - 21 Randy Hilliard CB - 25 Darrius Johnson CB - 26 Tim McKyer CB - 32 Tony Veland FS Special Team - 3 Scott Bentley K - 1 Jason Elam K - 16 Tom Rouen P |
| Legenda - I rookie sono in corsivo. - Il primo ruolo è il principale mentre gli eventuali successivi indicano i ruoli secondari. - (IR) sta per Injured Reserve ed indica la lista ristretta per un solo giocatore infortunato che può tornare ad allenarsi dopo la settimana 6 e a rientrare in prima squadra dopo che questa ha giocato 8 partite. - (NF-Inj.) / (NF-Ill.) stanno rispettivamente per Non-Football Injured e Non-Football Illness ed indicano le liste dove viene inserito un giocatore che ha un infortunio o una malattia non dipendente dal football americano. - (PUP) sta per Physically Unable to Perform ed indica la lista dove viene inserito un giocatore mentre è in attesa di recuperare la condizione fisica. Nella stagione regolare dopo la sesta partita giocata dalla propria squadra, il giocatore ha tempo tre settimane per riprendere ad allenarsi, più tre settimane aggiuntive dal suo rientro agli allenamenti per rientrare in prima squadra. |

Fonte:

## Calendario

### Stagione regolare
| Stagione regolare |                    |                        |                    |                                 |                    |                    |                    |                    |
| Turno             | Data               | Avversario             | Risultato          | Stadio                          | Record             | Attendance         |                    |                    |
| 1                 | 31/8/1997          | Kansas City Chiefs     | V 19–3             | Mile High Stadium               | 1–0                | 75,600             |                    |                    |
| 2                 | 7/9/1997           | at Seattle Seahawks    | V 35–14            | Kingdome                        | 2–0                | 55,859             |                    |                    |
| 3                 | 14/9/1997          | St. Louis Rams         | V 35–14            | Mile High Stadium               | 3–0                | 74,338             |                    |                    |
| 4                 | 21/9/1997          | Cincinnati Bengals     | V 38–20            | Mile High Stadium               | 4–0                | 73,871             |                    |                    |
| 5                 | 28/9/1997          | at Atlanta Falcons     | V 29–21            | Georgia Dome                    | 5–0                | 48,211             |                    |                    |
| 6                 | 6/10/1997          | New England Patriots   | V 34–13            | Mile High Stadium               | 6–0                | 75,821             |                    |                    |
| 7                 | Settimana di pausa | Settimana di pausa     | Settimana di pausa | Settimana di pausa              | Settimana di pausa | Settimana di pausa | Settimana di pausa | Settimana di pausa |
| 8                 | 19/10/1997         | at Oakland Raiders     | S 25–28            | Oakland-Alameda County Coliseum | 6–1                | 57,006             |                    |                    |
| 9                 | 26/10/1997         | at Buffalo Bills       | V 23–20 (DTS)      | Rich Stadium                    | 7–1                | 78,458             |                    |                    |
| 10                | 2/11/1997          | Seattle Seahawks       | V 30–27            | Mile High Stadium               | 8–1                | 74,212             |                    |                    |
| 11                | 9/11/1997          | Carolina Panthers      | V 34–0             | Mile High Stadium               | 9–1                | 71,408             |                    |                    |
| 12                | 16/11/1997         | at Kansas City Chiefs  | S 22–24            | Arrowhead Stadium               | 9–2                | 77,963             |                    |                    |
| 13                | 24/11/1997         | Oakland Raiders        | V 31–3             | Mile High Stadium               | 10–2               | 75,307             |                    |                    |
| 14                | 30/11/1997         | at San Diego Chargers  | V 38–28            | Jack Murphy Stadium             | 11–2               | 54,245             |                    |                    |
| 15                | 7/12/1997          | at Pittsburgh Steelers | S 24–35            | Three Rivers Stadium            | 11–3               | 59,739             |                    |                    |
| 16                | 15/12/1997         | at San Francisco 49ers | S 17–34            | 3Com Park                       | 11–4               | 68,461             |                    |                    |
| 17                | 21/12/1997         | San Diego Chargers     | V 38–3             | Mile High Stadium               | 12–4               | 69,632             |                    |                    |

### Playoff
| Turno            | Data       | Avversario             | Risultato | Stadio               | Pubblico |
| ---------------- | ---------- | ---------------------- | --------- | -------------------- | -------- |
| Wild Card        | 27/12/1997 | Jacksonville Jaguars   | V 42–17   | Mile High Stadium    | 74,481   |
| Divisional       | 4/1/1998   | at Kansas City Chiefs  | V 14–10   | Arrowhead Stadium    | 76,695   |
| AFC Championship | 11/1/1998  | at Pittsburgh Steelers | V 24–21   | Three Rivers Stadium | 61,382   |
| Super Bowl XXXII | 25/1/1998  | N Green Bay Packers    | V 31–24   | Qualcomm Stadium     | 68,912   |

## Classifiche

### Division
| (1) Kansas City Chiefs | 13 | 3  | 0 | .813 | 375 | 232 | V6 |
| (4) Denver Broncos     | 12 | 4  | 0 | .750 | 472 | 287 | V1 |
| Seattle Seahawks       | 8  | 8  | 0 | .500 | 365 | 362 | V2 |
| Oakland Raiders        | 4  | 12 | 0 | .250 | 324 | 419 | S5 |
| San Diego Chargers     | 4  | 12 | 0 | .250 | 266 | 425 | S8 |

## Premi
- Terrell Davis:

MVP del Super Bowl